# Naoki Wako
Naoki Wako (輪湖 直樹 Wako Naoki?, nacido el 26 de noviembre de 1989 en Ibaraki) es un futbolista japonés que se desempeña como defensa.

## Trayectoria

### Clubes
| Club             | País  | Año         |
| ---------------- | ----- | ----------- |
| Ventforet Kofu   | Japón | 2008 - 2009 |
| Tokushima Vortis | Japón | 2010 - 2011 |
| Mito HollyHock   | Japón | 2012 - 2013 |
| Kashiwa Reysol   | Japón | 2014 - 2017 |
| Avispa Fukuoka   | Japón | 2018 -      |

## Estadística de carrera

### J. League
| Club             | Año   | J. League | J. League | Copa J. League | Copa J. League | Total | Total |
| Club             | Año   | Part.     | Goles     | Part.          | Goles          | Part. | Goles |
| ---------------- | ----- | --------- | --------- | -------------- | -------------- | ----- | ----- |
| Ventforet Kofu   | 2008  | 28        | 1         | -              | -              | 28    | 1     |
| Ventforet Kofu   | 2009  | 10        | 0         | -              | -              | 10    | 0     |
| Tokushima Vortis | 2010  | 19        | 0         | -              | -              | 19    | 0     |
| Tokushima Vortis | 2011  | 1         | 0         | -              | -              | 1     | 0     |
| Mito HollyHock   | 2012  | 30        | 0         | -              | -              | 30    | 0     |
| Mito HollyHock   | 2013  | 28        | 1         | -              | -              | 28    | 1     |
| Kashiwa Reysol   | 2014  | 4         | 0         | 3              | 0              | 7     | 0     |
| Kashiwa Reysol   | 2015  | 29        | 2         | 0              | 0              | 29    | 2     |
| Kashiwa Reysol   | 2016  | 29        | 2         | 5              | 1              | 34    | 3     |
| Kashiwa Reysol   | 2017  | 27        | 0         | 3              | 0              | 30    | 0     |
| Total            | Total | 205       | 6         | 11             | 1              | 216   | 7     |